# Labcabincalifornia
Labcabincalifornia è il secondo album del gruppo hip hop statunitense The Pharcyde, pubblicato il 14 novembre 1995. Distribuito dalla Delicious Vinyl Records, l'album è prodotto dallo stesso gruppo, da J Dilla, Diamond D e M-Walk. Da Labcabincalifornia sono estratti due singoli di discreto successo, Drop e Runnin', entrambi riescono a entrare nella Billboard Hot 100 e raggiungono la quinta posizione della Hot R&B/Hip-Hop Songs, tuttavia questo album non riesce a raggiungere il successo commerciale e di critica che aveva riscosso Bizarre Ride.
L'album riceve recensioni miste: se RapReviews (9/10) ed Entertainment Weekly (B+) lo giudicano un lavoro positivo, AllMusic gli assegna tre stelle su cinque e la rivista Spin vota l'album 5/10. Anche Robert Christgau giudica il risultato dell'opera negativamente.
| Recensione           | Giudizio                |
| -------------------- | ----------------------- |
| AllMusic             | [ 3 ]                   |
| Entertainment Weekly | B+                      |
| Los Angeles Times    | [ 6 ]                   |
| RapReviews           | [ 1 ]                   |
| Spin                 | [ 4 ]                   |
| Vibe                 | favorevole              |
| Robert Christgau     | né positivo né negativo |

## Tracce
1. Bullshit – 4:12 (testo: Tre Hardson, Ermando Wilcox, Romye Robinson, James Yancey – musica: Jay Dee)
2. Pharcyde – 4:20 (testo: Hardson, Wilcox, Robinson, Stewart – musica: Bootie Brown)
3. Group Therapy – 5:12 (testo: Hardson, Wilcox, Robinson, Stewart, Joseph Kirkland, Bolden – musica: Diamond D)
4. Runnin' – 4:56 (testo: Hardson, Wilcox, Stewart, Yancey – musica: Jay Dee)
5. She Said – 5:15 (testo: Stewart, Hardson – musica: SlimKid3)
6. Splattitorium – 2:58 (testo: Wilcox, Hardson – musica: Jay Dee)
7. Somethin' That Means Somethin' – 3:31 (testo: Hardson, Robinson, Stewart, Yancey – musica: Jay Dee)
8. All Live – 0:51 (testo: Hardson, Wilcox, Stewart, Robinson, Yancey – musica: Jay Dee)
9. Drop – 5:35 (testo: Hardson, Wilcox, Robinson, Yancey – musica: J-Swift)
10. Hey You – 3:54 (testo: Wilcox, Hardson – musica: SlimKid3)
11. Y? – 5:04 (testo: Hardson, Wilcox, Stewart, Robinson – musica: Bootie Brown, Jay Dee co-produttore)
12. It's All Good – 0:41
13. Moment in Time – 2:44 (testo: Hardson, L. Hackley, Walker – musica: M-Walk, SlimKid 3 co-produttore)
14. The Hustle (featuring Big Boy, Randy Mack, Schmooche Cat) – 5:34 (testo: Robinson, Alexander, Campbell, Shelton, McDavid – musica: Bootie Brown)
15. Little D – 1:31
16. Devil Music – 4:12 (testo: Stewart, Hardson, Robinson – musica: Fat Lip)
17. The E.N.D. (featuring Ian Kamau) – 4:41 (testo: Wilcox, Walker, Holloway – musica: M-Walk)

Durata totale: 65:11
Tracce bonus
1. Emerald Butterfly (testo: Hardson, John Barnes III – musica: L.A. Jay, SlimKid3)
2. Just Don't Matter (musica: SlimKid3)
3. Heart & Soul (musica: Buckwild)

## Classifiche
| Classifica (1996)         | Posizione massima |
| ------------------------- | ----------------- |
| Stati Uniti               | 37                |
| US Top R&B/Hip-Hop Albums | 17                |